# Euphrosyne (planetoïde)
(31) Euphrosyne is een grote planetoïde in de planetoïdengordel tussen de banen van de planeten Mars en Jupiter. Euphrosyne heeft een diameter van ongeveer 255 km en heeft een baan in het buitenste gedeelte van de planetoïdengordel, waarin de afstand tot de zon tussen de 2,438 en 3,861 astronomische eenheden varieert. Ze doet 5,59 jaar over een omloop rond de zon. De baan van Euphrosyne is sterk ellipsvormig en helt meer dan 26° ten opzichte van de ecliptica.
Vanaf de aarde heeft Euphrosyne een schijnbare helderheid van hooguit +10,16 en is ze alleen met grotere amateur-telescopen te zien.

## Ontdekking en naam
Euphrosyne werd op 1 september 1854 ontdekt door de Amerikaanse sterrenkundige James Ferguson. Het was de eerste keer dat in Noord-Amerika een planetoïde werd ontdekt. Ferguson zou later ook de planetoïden (50) Virginia en (60) Echo ontdekken.
Euphrosyne is genoemd naar Euphrosyne, in de Griekse mythologie een van de drie gratiën en de personificatie van de schoonheid.

## Eigenschappen

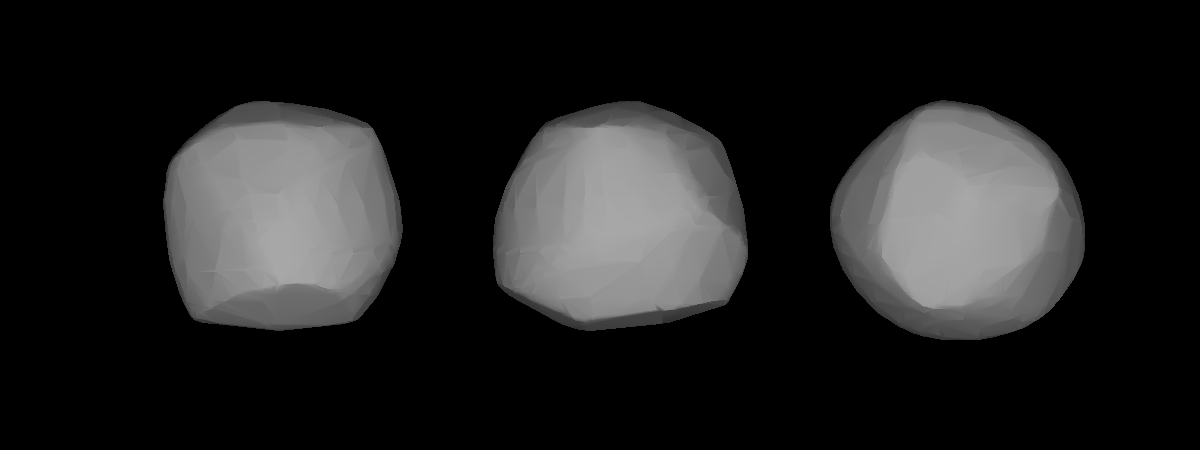
Model van Euphrosyne gebaseerd op de lichtkromme

Euphrosyne is een C-type planetoïde, met een donker oppervlak dat veel koolstof bevat. Ze heeft een opvallend lage dichtheid, wat waarschijnlijk betekent dat ze een zogenaamde rubble pile is, een klontering van samengevoegde fragmenten. Daarin verschilt ze van andere grote planetoïden in het buitenste deel van de planetoïdengordel, zoals (10) Hygiea, (511) Davida en (704) Interamnia. Euphrosyne draait in ongeveer 5,5 uur om haar as, maar de axiale helling van de planetoïde is onbekend.
Euphrosyne heeft een opvallend sterk hellend baanvlak. In het zonnestelsel zijn maar twee grotere objecten bekend met zo'n grote inclinatie ten opzichte van de ecliptica: planetoïde (2) Pallas en de dwergplaneet Eris. In tegenstelling tot deze twee objecten, die beide hun perihelium in de buurt van een van beide knopen hebben, ligt het perihelium van de baan van Euphrosyne in het noorden. Daardoor is de planetoïde in het noordelijk halfrond bijzonder hoog in de hemel zichtbaar tijdens haar gunstige opposities, maar onzichtbaar vanuit zeer zuidelijke landen als Nieuw-Zeeland of Chili.